# 金安区
金安区（きんあん-く）は中華人民共和国安徽省六安市に位置する市轄区。

## 行政区画
- 街道:中市街道、東市街道、三里橋街道、望城街道、清水河街道
- 鎮:木廠鎮、馬頭鎮、東橋鎮、張店鎮、毛坦廠鎮、東河口鎮、双河鎮、施橋鎮、孫崗鎮、三十鋪鎮、椿樹鎮、城北鎮、中店鎮、先生店鎮
- 郷:翁墩郷、淠東郷、横塘崗郷